# Acemya tibialis
Acemya tibialis is een vliegensoort uit de familie van de sluipvliegen (Tachinidae). De wetenschappelijke naam van de soort is voor het eerst geldig gepubliceerd in 1897 door Daniel William Coquillett.
De soort komt voor in Noord-Amerika. De larven zijn parasieten van veldsprinkhanen, waaronder Ageneotettix deorum, Cordillacris occipitalis, Melanoplus infantilis, Paropomala wyomingensis en Psoloessa delicatula.